# Žabota
Žabota je priimek več znanih Slovencev: 
- Barbara Žabota, zgodovinarka, arhivistka
- Ivan Žabota (1877—1939), slikar